# John Coburn (Politiker)

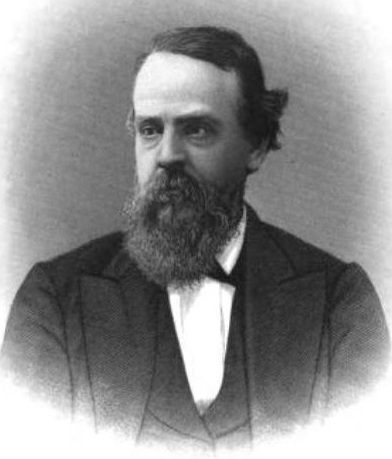
John Coburn (1874)

John Coburn (* 27. Oktober 1825 in Indianapolis, Indiana; † 28. Januar 1908 ebenda) war ein US-amerikanischer Politiker. Zwischen 1867 und 1875 vertrat er den Bundesstaat Indiana im US-Repräsentantenhaus.

## Werdegang
John Coburn besuchte die öffentlichen Schulen seiner Heimat und danach bis 1846 das Wabash College in Crawfordsville. Nach einem anschließenden Jurastudium und seiner 1849 erfolgten Zulassung als Rechtsanwalt begann er in Indianapolis in diesem Beruf zu arbeiten. Gleichzeitig schlug er eine politische Laufbahn ein. Im Jahr 1850 war er Abgeordneter im Repräsentantenhaus von Indiana. Zwischen 1859 und 1861 amtierte Coburn als Richter an einem Berufungsgericht. Während des Bürgerkrieges war er Oberst im Heer der Union. Im Verlauf des Krieges brachte er es bis zum Brevet-Brigadegeneral. Im Jahr 1865 wurde er zum geschäftsführenden Beamten (Secretary) des Montana-Territoriums ernannt; dieses Amt nahm er aber nicht an. Zwischen Oktober 1865 und Juli 1866 war John Coburn Richter im fünften Gerichtsbezirk von Indiana. Politisch schloss er sich der Republikanischen Partei an.
Bei den Kongresswahlen des Jahres 1866 wurde er im sechsten Wahlbezirk von Indiana in das US-Repräsentantenhaus in Washington, D.C. gewählt, wo er am 4. März 1867 die Nachfolge von Ebenezer Dumont antrat. Nach drei Wiederwahlen konnte er bis zum 4. März 1875 vier Legislaturperioden im Kongress absolvieren. Seit 1869 vertrat er dort als Nachfolger von George Washington Julian den fünften Distrikt seines Staates. Bis 1869 war die Arbeit des Kongresses von den Spannungen zwischen den Republikanern und Präsident Andrew Johnson überschattet. Dabei kam es zu einem im Senat knapp gescheiterten Amtsenthebungsverfahren. Von 1869 bis 1871 war Coburn Vorsitzender des Ausschusses zur Kontrolle der öffentlichen Ausgaben. Danach leitete er von 1871 bis 1875 den Militärausschuss.
Im Jahr 1874 wurde Coburn nicht bestätigt. Zwischen Februar 1884 und Dezember 1885 war er Richter am Obersten Gerichtshof im Montana-Territorium. Anschließend kehrte er nach Indianapolis zurück, wo er wieder als Anwalt praktizierte. Dort ist er am 28. Januar 1908 auch verstorben.